# Carolyn Rafaelian
Carolyn Rafaelian (nascida em 1966/1967) é uma empresária e empresária armênia-americana. Ela é a fundadora da empresa de acessórios e joias Alex and Ani, e a proprietária dos vinhedos de Belcourt of Newport e Carolyn's Sakonnet.

## Descrição
O pai de Rafaelian abriu uma joalheria em 1966, na qual Rafaelian e sua irmã trabalhavam. Com o tempo, ela ajudou seu pai a desenhar peças e produziu ela mesma projetos originais para a empresa de fabricação de joias de seu pai Cinerama. Ela frequentou a Prout Memorial High School for Girls (mais tarde conhecida como The Prout School). Ela freqüentou a Universidade de Rhode Island entre 1987 e 1989, e então se transferiu e se formou no American College em Los Angeles. Em 1994, ela ingressou no negócio de seu pai e, finalmente, começou a trabalhar em sua própria linha. Em 2002, Rafaelian tornou-se co-proprietário do Cinerama com sua irmã. Os projetos de Rafaelian se tornaram o principal vendedor da empresa, e em 2016 Alex e Ani compraram a fábrica por uma quantia não revelada.

## Carreira de negócios
Em 2004, Rafaelian fundou Alex and Ani, uma linha de joias com o nome de suas duas filhas mais velhas. A marca começou com cinco anéis de coquetel e se expandiu para uma linha completa de joias ancorada por sua pulseira de arame expansível patenteada.
Rafaelian foi entrevistado por jornais sobre eventos atuais, incluindo o New York Daily News. Rafaelian recebeu o prêmio Rhode Island Small Business "person of the Year" da Small Business Administration por seu trabalho com Alex e Ani, e também o Ernst & Young "Entrepreneur of Year" na categoria de produtos para a Nova Inglaterra. A receita de sua empresa cresceu de US$ 5 milhões em 2010 para mais de US$ 500 milhões em 2016 e a iniciativa Charity By Design da empresa, onde 20% das vendas vão para a caridade, representa 20% das vendas.
Rafaelian é dono de uma franquia de cafés chamada Teas and Javas; alguns de seus cafés estão ligados às lojas Alex e Ani, e alguns são independentes. Ela também é proprietária da vinícola de Rhode Island, Carolyn's Sakonnet Vineyard, adquirida em 2012, que oferece vinificação, área para refeições e alimentos de origem local. Desde que assumiu o controle, o vinyard ganhou vários prêmios em competições internacionais.

## Vida pessoal
Rafaelian é divorciado de seu primeiro marido.
Rafaelian é o proprietário de uma mansão de 60 quartos, a Belcourt de Newport, anteriormente conhecida como Belcourt Castle, em Newport, Rhode Island, construída em 1894.
Rhode Island Monthly descreveu o trabalho de caridade de Rafaelian como incluindo "Projeto EUA, uma organização sem fins lucrativos, que arrecadou fundos para as vítimas do furacão Katrina, sobreviventes de câncer de mama e espécies ameaçadas", bem como projetos separados com a Humane Society dos Estados Unidos.
Rafaelian foi listado em 22º lugar na lista de mulheres mais ricas da Forbes America em 2016, com patrimônio líquido estimado em $ 700 milhões em junho de 2016. Em maio de 2017, ela foi reconhecida pela Fundação David Lynch por seus esforços humanitários. Em junho de 2018, Rafaelian foi estimado em US$ 1 bilhão, e o 18º lugar na lista da Forbes das mulheres que se fizeram sozinhas mais ricas da América, possuindo 80% de Alex e Ani. Em junho de 2019, seu patrimônio líquido caiu para cerca de US $ 520 milhões.